# 대한민국 민법 제197조
대한민국 민법 제197조는 점유의 태양에 대한 민법 물권법 점유권 조문이다. 점유자의 점유취득 경위에 대한 정보나 증거는 점유자의 지배영역에 속하는 것으로, 소유자는 이에 대한 접근이 어렵거나 불가능한데도 소유자로 하여금 그 증명책임을 부담하게 하여 소송상 불리한 지위에 놓이게 하여 부당한 조항이라는 주장이 있다

## 조문
제197조 (점유의 태양) ① 점유자는 소유의 의사로 선의, 평온 및 공연하게 점유한 것으로 추정한다.
② 선의의 점유자라도 본권에 관하여 소에 패소한 때에는 그 소가 제기된 때로부터 악의의 점유자로 본다.

第197條(占有의 態樣) ① 占有者는 所有의 意思로 善意, 平穩 및 公然하게 占有한 것으로 推定한다.
②善意의 占有者라도 本權에 關한 訴에 敗訴한 때에는 그 訴가 提起된 때로부터 惡意의 占有者로 본다.

## 사례
- 甲은 2005. 12. 22. 환지 전 토지 총 6필지를 乙로부터 매수하고 다음해 2. 27. 자신명의로 이전등기를 경료하였고 2007. 3. 20.경 그 지상에 공장건물을 신축하였는데, 담장과 대문을 설치하는 과정에서 인접한 丙소유 토지의 일부를 착오로 침범하게 되었다. 2014.5. 경 이러한 사실을 알게 된 丙이 항의하자 甲은 취득시효를 주장할 경우 甲 스스로 소유의 의사를 입증할 책임은 없고 그 점유자의 점유가 소유의 의사가 없는 점유임을 주장하여 취득시효의 성립을 부정하는 자인 丙에게 그 입증책임이 있다.[2]

- 사찰이 국가 소유인 종교용지에 불교의례 주요 시설물을 설치해 20년 이상 점유․사용하고, 국가가 소유자로서 권리를 주장한 바 없다면 국가 소유 종교용지라도 사실상 사찰로 귀속될 수 있다.[3]

## 판례
- 취득시효에 있어서 자주점유라 함은 소유자와 동일한 지배를 하려는 의사를 가지고 하는 점유를 의미하는 것이지 법률상 그러한 지배를 할 수 있는 권원 즉 소유권을 가지고 있거나 또는 소유권이 있다고 믿고서 하는 점유를 의미하는 것은 아니다[4].
- 취득시효에 있어서 자주점유의 요건인 소유의 의사는 객관적으로 점유취득의 원인이 된 점유권원의 성질에 의하여 그 존부를 결정하여야 할 것이나, 점유권원의 성질이 분명하지 아니한 때에는 민법 제197조 제1항에 의하여 점유자는 소유의 의사로 점유한 것으로 추정되므로 점유자가 스스로 그 점유권원의 성질에 의하여 자주점유임을 입증할 책임이 없고, 점유자의 점유가 소유의 의사없는 타주점유임을 주장하는 상대방에게 타주점유에 대한 입증책임이 있다[5].
- 타주점유자가 그 명의로 소유권보존등기를 경료한 것만으로는 소유자에 대하여 소유의 의사를 표시하여 자주점유로 전환되었다고 볼 수 없다[6].
- 자주점유는 소유자와 동일한 지배를 하려는 의사를 가지고 하는 점유를 의미하는 것이지, 법률상 그러한 지배를 할 수 있는 권한 즉, 소유권을 가지고 있거나 또는 소유권이 있다고 믿고서 하는 점유를 의미하는 것은 아니다[7]

## 참고문헌
- 이동형. "민법 제197조 제1항에 대한 비판적 검토." 영남법학 -.57 (2023): 153-185.
- 김동건. "민법 제197조 2항의 의미내용." 사법행정 19.6 (1978): 6-14.
- 김기정. (2022). 민법 제197조 제2항의 “소가 제기된 때”의 의미에 관하여. 민사소송, 26(1), 45-82.
- 정귀호. "선의의 점유자의 과실취득과 부당이득 반환 - 민사(대법원 1978.5.23 제4부 판결 77다 2169 - 참조조문 : 민법 제197조, 제201조)." 사법행정 20.4 (1979): 52-54.

## 같이 보기
- 취득시효
- 자주점유
- 타주점유
- 불법점유
- 점유권